# Florilegium Portense
Il Florilegium Portense è una raccolta di 265 mottetti compilata da Erhard Bodenschatz, che comprendeva soprattutto musica del XVI secolo.